# ヘルプ・ユアセルフ
ヘルプ・ユアセルフ(Help Yourself )は、1991年に発表されたジュリアン・レノンのアルバム。通算4作目。
アメリカではヒットに至らなかったが、イギリスでは最高42位を記録し、「ソルトウォーター」は全英シングル・チャートの6位に達した。

## 収録曲
1. Rebel King - レベル・キング
2. Saltwater - ソルトウォーター
3. Get A Life - ゲット・ア・ライフ
4. Would You - ワールド・ユー
5. Maybe I Was Wrong - メイビー・アイ・ワズ・ロング
6. Help Yourself - ヘルプ・ユアセルフ
7. Listen - リッスン
8. Other Side Of Town - アザー・サイド・オブ・タウン
9. New Physics Rant - ニュー・フィジクス・ラント
10. Take Me Home - テイク・ミー・ホーム
11. Imaginary Lines - イマジナリー・ライン
12. Keep The People Working - キープ・ザ・ピープル・ワーキング